# 7671 Albis
7671 Albis este un asteroid din centura principală de asteroizi.

## Descriere
7671 Albis este un asteroid din centura principală de asteroizi. A fost descoperit pe 22 octombrie 1995 la Observatorul Kleť de Zdeněk Moravec. Asteroidul prezintă o orbită caracterizată de o semiaxă mare de 2,19 ua, o excentricitate de 0,14 și o înclinație de 1,1° în raport cu ecliptica.